# Gymnázium Na Zatlance
Gymnázium, Praha 5, Na Zatlance 11 je pražské čtyřleté gymnázium s rozšířenou výukou jazyků. Nachází se na Smíchově nedaleko Anděla. Ve školním roce 2014/15 školu navštěvovalo téměř 500 žáků; každý ročník je tvořen pěti třídami o cca 30 žácích. Nyní je průměr 32.
Zřizovatelem školy je hlavní město Praha. Ředitelkou školy je Dagmar Škorpíková a jejími zástupci jsou Jitka Jeníčková a Radek Bílý.

## Charakteristika
Gymnázium Na Zatlance je čtyřleté všeobecné gymnázium, které klade důraz na výuku cizích jazyků. Vedle povinné angličtiny si studenti volí ještě druhý jazyk (němčina, francouzština, ruština, španělština). Studenti jsou systematicky připravování k úspěšnému složení mezinárodních jazykových zkoušek a na škole působí i cizojazyční lektoři. Vedle cizích jazyků se gymnázium zaměřuje také na rozvoj komunikačních a prezentačních dovedností. Od 3. ročníku nabízí škola studentům pestrou nabídku povinně volitelných seminářů.
Gymnázium patří mezi nejžádanější pražské školy[zdroj?] a má vysokou úspěšnost při přijímacích zkouškách na vysokou školu.
Pedagogický sbor je plně kvalifikovaný.
Všechny učebny jsou vybaveny počítačem s diaprojektorem.
Škola disponuje také moderními učebnami a laboratořemi pro výuku přírodovědných předmětů.
Gymnázium úspěšně integruje cizojazyčné studenty, studenty se specifickými poruchami učení či zdravotním handicapem.
Od školního roku 2017/2018 se na gymnáziu otevřel experimentální program třída Alt Gymnázia Na Zatlance. Školním rokem 2018/2019 se otevřela další třída s cca 30 žáky, je známo, že tento projekt má pokračovat do dalších let.

## Zajímavé akce
Škola se jako jediné gymnázium z ČR účastní mezinárodního projektu s názvem Erasmův Evropský parlament mládeže. Je taktéž zapojena do projektu Comenius.
Gymnázium pořádá pro své studenty řadu akcí: autorská čtení, kulturní akademii, biologický kurz, dějepisně-zeměpisný kurz, vodácky a lyžařský kurz, úvodní seznamovací kurz, zahraniční exkurze či jazykové pobyty (Velká Británie, Francie, Německo). Škola je zapojena do řady soutěží a projektů. Na besedách mají studenti možnost setkat se s předními osobnostmi české společnosti.

Škola pořádá pravidelně soutěžní přehlídku pěveckých sborů a Studentské projektové fórum Zatlanka - celorepublikovou přehlídku studentských projektů.

## Ocenění
- Trojnásobný vítěz ankety o nejoblíbenější školu s názvem "Gympl roku" v regionu Praha #2014, 2015, 2016#[8]
- 3. místo v anketě o nejoblíbenější školu s názvem "Gympl roku" v rámci celé ČR #2015#.[9]
- 1. a 2. místo ceny Eduína 2018[10]

## Historie
Škola byla založena 17. září 1883 jako Císařsko-královské reálné gymnasium na Smíchově v budově v dnešní Drtinově ulici. Od roku 1936 nesla škola v názvu jméno historika a pedagoga Jindřicha Vančury, které bylo ale záhy vymazáno nejdříve nacisty a následně i komunisty. Od roku 1961 sídlí na dnešním místě v budově z roku 1916 v ulici Na Zatlance.
Škola je druhé nejdéle kontinuálně existující gymnázium v Praze.[zdroj?] Jeho studenti a absolventi se aktivně účastnili všech klíčových událostí moderních československých a českých dějin.

## Slavní absolventi
Mezi známé absolventy gymnázia patří např. herečka Veronika Žilková, herec, zpěvák a textař Jiří Macháček, režiséři David Ondříček a Jindřich Polák, biskup Václav Malý, moderátor Jakub Železný, herci Vladimír Čech, Jan Werich, Vladimír Ráž, zpěvák Karel Štědrý, politoložka Vladimíra Dvořáková, šlechtic Zdeněk Sternberg, právník a exministr Jan Kalvoda, ekonom a mecenáš umění Jan Viktor Mládek, astronomové Jakub Rozehnal a Zdeněk Kopal, dokumentarista Lukáš Přibyl, vědec František Tureček, dirigenti Zdeněk Košler a Václav Neumann, politici Prokop Drtina, Pavel Bém a Petr Mach, bývalý ředitel ČT a bývalý rektor AMU Ivo Mathé, historik Josef Matoušek, ředitel BIS a generálmajor Michal Koudelka, muzikolog Mirko Očadlík, blogerky Nicole a Lucka Ehrenbergerovy, autorky projektu A Cup Of Style.
Na škole studovali i ekonom Jan Švejnar a tenistka Martina Navrátilová.
S řadou výše uvedených absolventů gymnázium aktivně spolupracuje.

## Významní pedagogové
Na smíchovském gymnáziu působila řada významných osobností také v roli pedagogů. Patří mezi ně např.:
Josef Kostohryz, Bohumil Mathesius, František Drtina, Josef Kaiser, Rudolf Kuthan, Otto Lev Stanovský, Vojtěch Jirát, Josef Klik, Vincenc Lesný, Miloš Hoznauer, Jiří Mudra, Karel Ohnesorg, Jindřich Vančura, Paul Wilson, Otakar Zich či Petr Husar a matematik Jaroslav Havlíček. Jedním z pedagogů je i Lukáš Šlehofer, který společně s dalšími pedagogy gymnázia založil Program ALT.

## Zkoušky nanečisto
Na škole se každoročně pořádají Zkoušky nanečisto, přípravné kurzy na přijímací zkoušky na střední školu pro žáky 5., 7. a 9. tříd základních škol.

## Fotogalerie

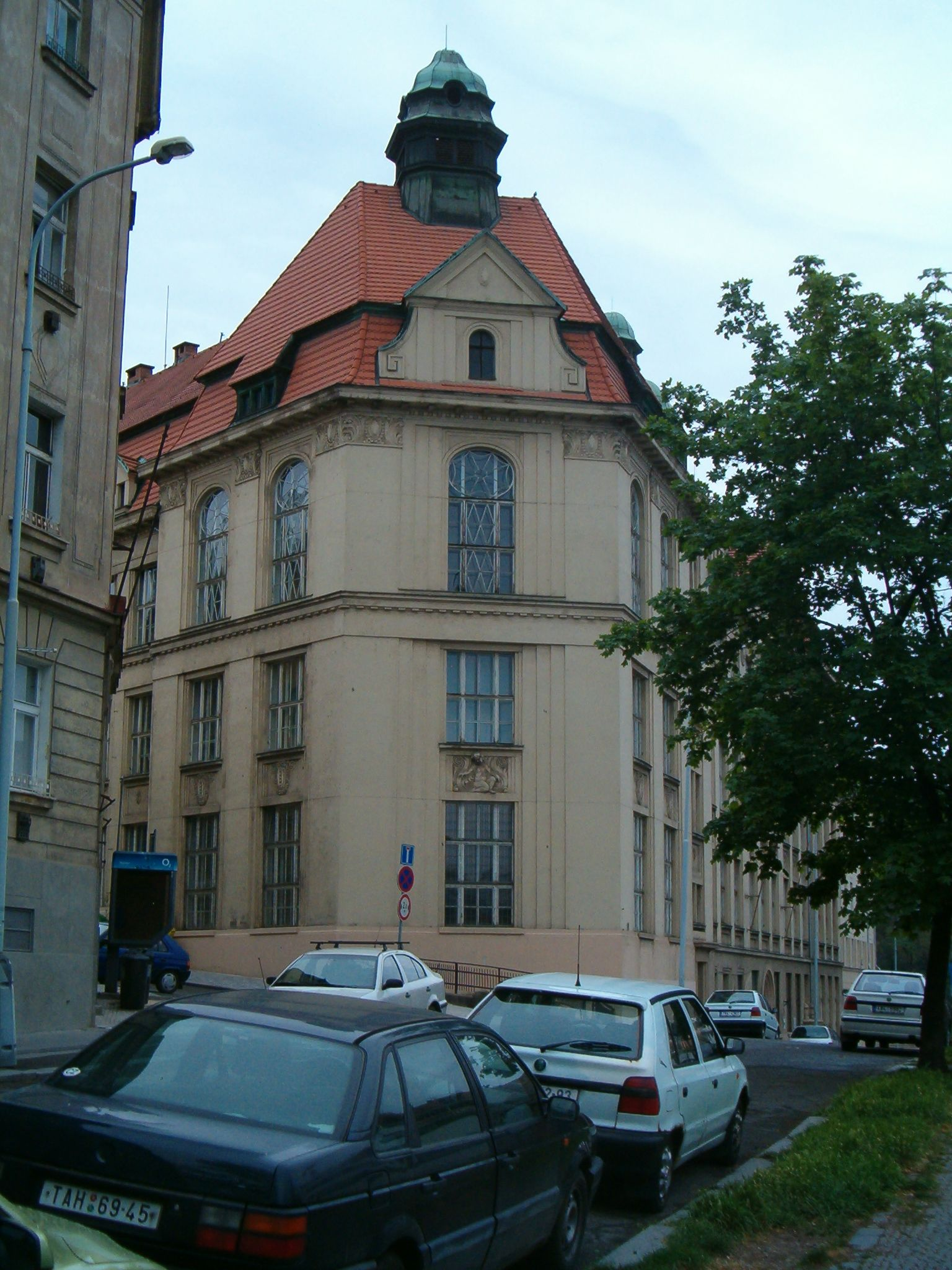
Objekt se nachází na rohu ulic Mrázovka a Na Zatlance
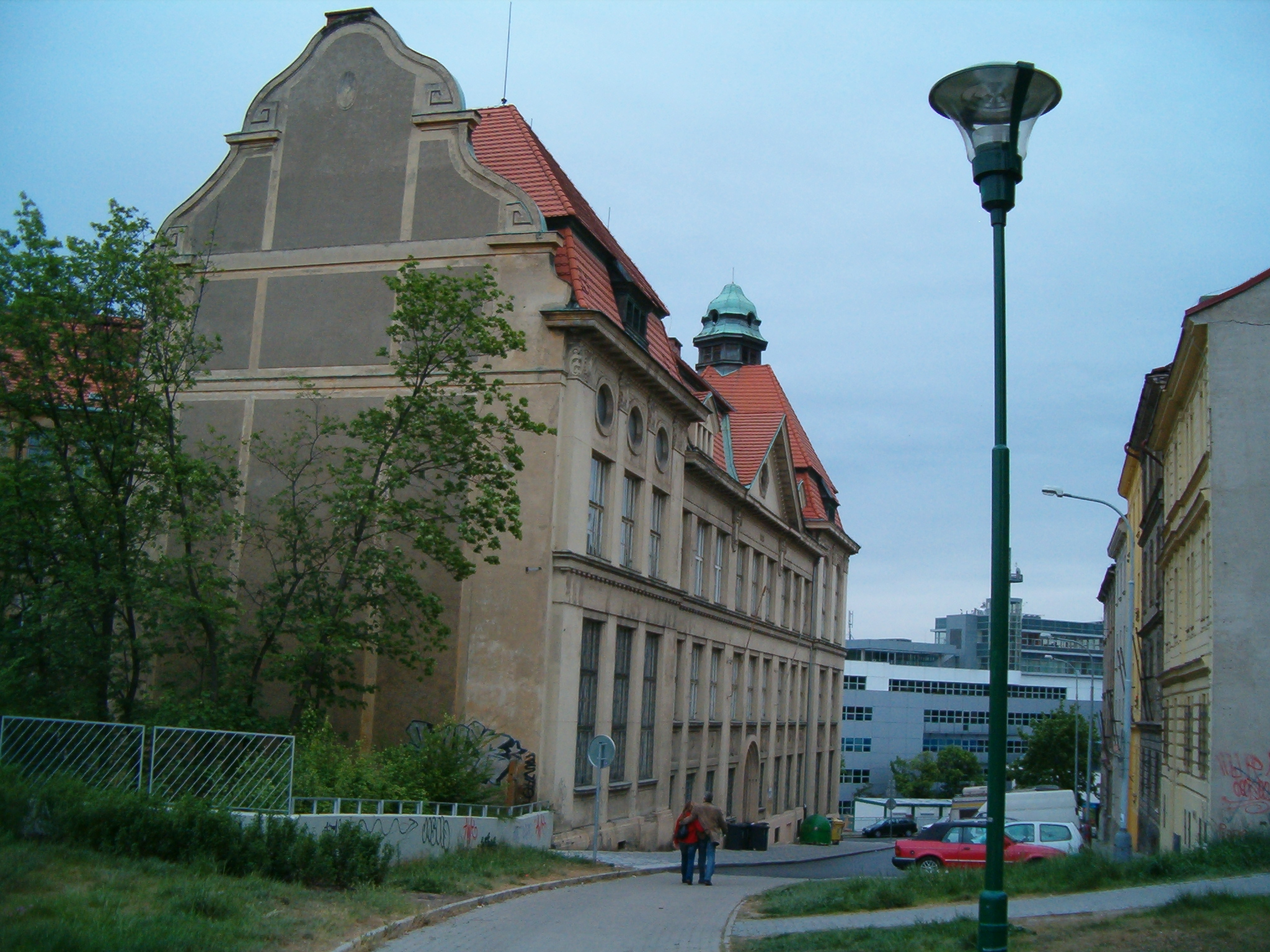
Pohled od zahrady Bertramka

### Výročí gymnázia
- Česká televize – Z metropole o 130 letech smíchovského gymnázia
- Metro o 130 letech smíchovského gymnázia
- AUBRECHT, Radek: Gymnázium Na Zatlance oslaví 130. výročí založení, Pětka pro vás, 2014, č. 2, s. 34. Dostupné on-line
- AUBRECHT, Radek: Gymnázium Na Zatlance oslavilo 50 let existence, Pražská pětka, 2012, č. 2, s. 9. Dostupné on-line
- AUBRECHT, Radek: 125 let smíchovského gymnázia, Pražská pětka, 2008, č. 10, s. 14.

### Projekty
- Studentský projekt Německy mluvící Praha na Wikipedii
- MARXOVÁ, Alice: Německy mluvící Praha: o jednom studentském projektu, Roš chodeš, 2011, č. 6, s. 14. Dostupné on-line o projektu Německy mluvící Praha (rozhovor s vedoucím projektu)
- EDUin o projektu Německy mluvící Praha (rozhovor s vedoucím projektu)
- DANÍČEK, Jiří: Profesionální práce, Roš chodeš, 2014, č. 7, s. 16. Dostupné on-line recenze knihy Německy mluvící Praha
- Institut pro studium literatury recenzuje knihu Německy mluvící Praha
- Česká televize o projektu Německy mluvící Praha
- AUBRECHT, Radek: Studenti píšou knihy, Rodina a škola, 2014, č. 10, s. 13. (o projektech Německy mluvící Praha a 130 let a osobností smíchovského gymnázia)
- KVAČKOVÁ, Radka: Jak žijí palestinské sestřenice, Lidové noviny, 11. 2. 2014, příl. Akademie, s. 18 (o projektu o islámu)
- AUBRECHT, Radek: Studentské fórum, Rodina a škola, 2015, č. 4, s. 4.
- AUBRECHT, Radek: Žijí mezi námi, Rodina a škola, 2016, č. 3, s. 6. (o stejnojmenném projektovém dni
- AUBRECHT, Radek: Žijí tady s námi, Rodina a škola, 2017, č. 5, s. 4. (o stejnojmenném projektovém dni)

### Erasmův Evropský parlament mládeže (EEYP)
- Erasmův Evropský parlament mládeže na Wikipedii
- Česká televize - Studio 6 o EEYP Prague 2014 (rozhovor s hlavní organizátorkou)
- AUBRECHT, Radek: Gymnázium Na Zatlance hostilo Erasmův Evropský parlament mládeže, Pětka pro vás, 2014, č. 12, s. 15.
- Český rozhlas Vltava – Mozaika, 24. 3. 2011, rozhovor se studenty
- KVAČKOVÁ, Radka: Už vím, že politika je spousta práce, Lidové noviny, 2. 3. 2010, příl. Akademie, s. 28 (rozhovor se studenty)

### Různé
- Horký, Petr: Vzpoura v hodinách dějepisu, RESPEKT, 18. 6. 2018, s. 16-19.
- AUBRECHT, Radek: Navštiv svého politika, Rodina a škola, 2018, č. 2, s. 5.
- Ministerstvo školství, mládeže a tělovýchovy ČR o návštěvě ministryně Kateřiny Valachové na Zatlance
- AUBRECHT, Radek: Gymnázium Na Zatlance pražským "Gymplem roku", Pětka pro vás, 2015, č. 2, s. 23.
- AUBRECHT, Radek: Představujeme: Gymnázium Na Zatlance, Praha, Rodina a škola, 2015, č. 2, s. 18.
- AUBRECHT, Radek: Inkluze v naší škole, Rodina a škola, 2015, č. 3, s. 15.
- Pětka pro vás Jakub Železný mj. vzpomíná na svá studia na Zatlance
- Česká televize – Rodina a já debata o přijímacích zkouškách
- Český rozhlas Regina debata o přijímacích zkouškách
- Portál RVP videozáznam hodiny fyziky
- Česká televize – Události o výuce moderních dějin
- Česká televize - Z metropole o trafačce u Zatlanky